# Chikkavalagamadi, Bangarapet
Chikkavalagamadi là một làng thuộc tehsil Bangarapet, huyện Kolar, bang Karnataka, Ấn Độ.